# Scapanus latimanus
Espèce
Statut de conservation UICN

 LC  : Préoccupation mineure
Scapanus latimanus est une espèce de mammifères de la famille des Talpidés (Talpidae). On rencontre cette taupe au Mexique et aux États-Unis. En français, elle est appelée Taupe de Californie, ou encore Taupe à larges pieds[réf. nécessaire].

## Morphologie
Cette taupe de 13 à 19 cm, pesant en moyenne 46 g (de 39 à 55 g, les mâles étant en moyenne plus grands que les femelles), a une fourrure presque entièrement noire. Sa queue est courte et couverte de poils. Les pattes sont courtes, particulièrement les antérieures, qui sont plus larges que longues.

## Comportement

### Alimentation
Réputée insectivore, elle se nourrit en fait d'invertébrés trouvés sous la surface du sol, notamment des vers de terre.

### Reproduction
La saison de reproduction a lieu en janvier ou février. Les 2 à 5 petits naissent en mars ou avril dans un terrier profond.

## Répartition et habitat

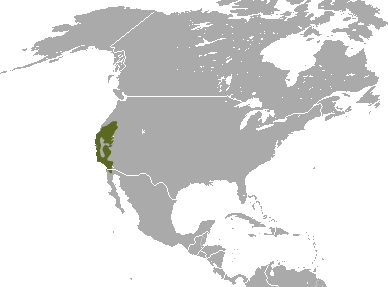
Aire de répartition en Amérique

Son aire de répartition, à l'ouest du continent nord-américain, s'étend du sud de l'Oregon (États-Unis)jusqu'à l'état de Basse-Californie au Mexique, en passant par la Californie et une petite partie de l'ouest du Nevada.
On trouve principalement cette taupe dans les sols humides, mais elle peut vivre dans des zones arides présentant de grands blocs de roches sous lesquels l'humidité subsiste. Elle n'est que très rarement vue en surface, mais sa présence est révélée par les monticules de terre repoussée en surface au cours de son fouissement.

## Classification
Cette espèce a été décrite pour la première fois en 1842 par le naturaliste américain John Bachman (1790-1874).
Classification plus détaillée selon le Système d'information taxonomique intégré (SITI ou ITIS en anglais) :
 Règne des Animalia ; sous-règne des Bilateria ; infra-règne des Deuterostomia ; Embranchement des Chordata ; Sous-embranchement des Vertebrata ; infra-embranchement des Gnathostomata ; super-classe des Tetrapoda ; Classe des Mammalia ; Sous-classe des Theria ; infra-classe des Eutheria ; ordre des Soricomorpha ; famille des Talpidae ; sous-famille des Scalopinae ; tribu des Scalopini ; genre Scapanus.
Traditionnellement, les espèces de la famille des Talpidae sont classées dans l'ordre des Insectivora, un regroupement qui est progressivement abandonné au XXIe siècle.

### Synonyme
- Scapanus anthonyi Allen, 1893[réf. souhaitée]

### Liste des sous-espèces
Selon Mammal Species of the World (version 3, 2005)  (12 février 2015) et Catalogue of Life (12 février 2015) :
- sous-espèce Scapanus latimanus anthonyi J. A. Allen, 1893
- sous-espèce Scapanus latimanus campi Grinnell & Storer, 1916
- sous-espèce Scapanus latimanus caurinus F. G. Palmer, 1937
- sous-espèce Scapanus latimanus dilatus True, 1894
- sous-espèce Scapanus latimanus grinnelli Jackson, 1914
- sous-espèce Scapanus latimanus insularis F. G. Palmer, 1937
- sous-espèce Scapanus latimanus latimanus (Bachman, 1842)
- sous-espèce Scapanus latimanus minusculus Bangs, 1899
- sous-espèce Scapanus latimanus monoensis Grinnell, 1918
- sous-espèce Scapanus latimanus occultus Grinnell & Swarth, 1912
- sous-espèce Scapanus latimanus parvus F. G. Palmer, 1937
- sous-espèce Scapanus latimanus sericatus Jackson, 1914